# Bokurano, notre enjeu
Bokurano (ぼくらの, litt. Notre) est un seinen manga écrit et illustré par Mohiro Kitō. Il a été prépublié dans le magazine Monthly Ikki de l'éditeur Shōgakukan entre 2004 et 2009, et a été compilé en un total de onze volumes. La version française est éditée par Asuka.
Une adaptation en anime de vingt-quatre épisodes a été réalisée par Hiroyuki Morita et produit par le studio Gonzo.

## Histoire
Pendant les vacances d'été, un groupe de 8 garçons et 7 filles découvrent en visitant une grotte de l’île sur laquelle ils se trouvent, plusieurs ordinateurs, ainsi que leur propriétaire, Kokopelli, qui leur propose de faire un jeu, dans lequel le but est de sauver la Terre de la destruction. Les enfants s’enregistrent tous pour y jouer à l’exception de la plus petite, Kana Ushiro. Ils se réveillent tous un peu plus tard sur la plage en se demandant s’ils n’ont pas tous rêvé la même chose. Cependant, Koemushi, un petit “appareil” apparait alors devant eux, et ils se retrouvent dans un énorme robot que dirige Kokopelli, qui leur fait une démonstration de leur objectif : Battre les autres robots qui apparaitront. Cependant, l’affrontement ne passe pas inaperçu et cause des dégâts sur la surface. À la fin du combat, Kokopelli disparaît, et les enfants n’ont plus d’autre choix que de piloter ce robot pour sauver la Terre, et de faire face aux terribles épreuves et révélations qui les attendent…
L'histoire de Bokurano se focalise sur une seule personne à la fois, le prochain pilote. Cela commence à chaque fois par l'histoire du personnage (son passé, sa vie) et aboutit sur ses motivations pour combattre, puis finalement le combat à proprement parler.

## Règles
- Chaque groupe de pilotes doit livrer 15 combats contre 15 autres robots "ennemis" et les remporter. Chaque combat doit être achevé en moins de 48 heures. Si le combat est perdu ou que le temps est écoulé, l'univers auquel appartient le groupe est détruit éradiquant par la même occasion toute vie s'y trouvant.
- Le seul moyen de remporter un combat est de trouver le cockpit du robot ennemi, et de tuer son pilote. Il n'est pas obligatoire que ce soit l'actuel pilote qui tue le pilote adverse, toute personne appartenant au monde "adverse" peut le faire, la victoire sera quand même comptée.
- Le robot est alimenté par l'énergie vitale de son pilote. Ainsi, même si celui-ci survit au combat, il mourra peu après.
- Le pilote ne peut être qu'un de ceux qui ont signé le contrat. Juste après avoir vaincu un ennemi, le prochain pilote est désigné parmi les candidats restants.
- Le pilote exerce un contrôle total sur le robot, celui-ci est dirigé par la volonté de son pilote.
- Même si un pilote peut diriger le robot depuis l'extérieur, les règles lui interdisent de se trouver ailleurs que dans le cockpit lors d'un combat.
- Aucun changement de pilote n'est permis, excepté s'il meurt accidentellement, de maladie ou tué par une personne de son monde.
- Quand un pilote meurt son corps est normalement rendu à sa famille. Cependant il peut décider ce que deviendra son corps. Il peut par exemple demander à disparaître, ou transporté dans un endroit précis. (Pour l'un des pilotes, ce sera à l'hôpital pour donner son cœur à un ami mourant)
- Les gens d'un monde donné peuvent signer le contrat pour combattre pour un autre monde, ils ne peuvent cependant pas signer plusieurs contrats.
- Si à un moment, il reste moins de pilotes potentiels que de combat à livrer (par exemple si l'un d'eux meurt avant un combat), d'autres personnes doivent signer le contrat afin de rétablir le nombre.
- Koemushi doit apparaitre lorsqu'un membre du groupe l'appelle. Il doit également obéir au pilote, même si celui-ci lui demande de le téléporter hors du robot en plein combat pour s'enfuir.
- Koemushi peut invoquer et téléporter le robot où bon lui semble, cependant il ne peut le faire au cours d'un combat. Il peut également téléporter qui il veut vers le cockpit ou depuis ce dernier, mais ne peut pas transporter une personne directement d'un lieu à un autre (sans passer par le cockpit).
- Le pilote restant à l'issue du dernier combat est téléporté dans un autre monde, où il sera chargé de recruter un nouveau groupe de pilotes et où il livrera le premier combat contre une nouvelle vague de robot en guise de démonstration.

## Personnages
Kokopelli (ココペリ, Kokoperi)
Kokopelli est le premier pilote. C'est lui qui fait passer le contrat aux enfants, en leur faisant croire qu'il s'agit d'un jeu, et qui livrera le premier combat pour leur montrer comment ça se passe. Il disparaîtra immédiatement après le combat après leur avoir annoncé que le sort de la Terre se trouvait désormais entre leurs mains. Ses derniers mots seront "Pardon", qu'il n'aura d'ailleurs pas le temps de finir. Son nom fait référence à la divinité nord-américaine Kokopelli.
Koemushi (コエムシ, Koemushi)
Koemushi, ou M. Truckifouette en version française, est une créature volante qui s'est présenté sous ce nom aux enfants. C'est lui qui guidera les enfants après la disparition de Kokopelli. Il est doué de parole et se montre généralement très sarcastique avec ses interlocuteurs. Il est capable de téléporter les enfants dans le cockpit ainsi que hors du cockpit, il peut également téléporter le robot tout entier là où il le souhaite (uniquement hors des combats). Hors des combats on le voit discuter avec une personne que l'on ne voit pas et que l'on entend pas, on apprend par la suite que cet interlocuteur est sa sœur cadette Machi. Comme elle, il était autrefois humain et avait été engagé dans des combats pour la survie d'une Terre parallèle. Koemushi n'est pas une créature unique et il semblerait qu'il en existe autant que de mondes engagés dans le "Jeu".
Dans la série animée, Koemushi apparait plus cruel que dans le manga, et finit abattu par Machi. On apprend également, lorsqu'il était encore humain et qu'il s'appelait Shirō Machi (町 史郎, Machi Shirō), qu'il essaya de convaincre le guide de son groupe de faire de lui "le successeur" (comme Kokopelli l'a été pour son monde), et donc de pouvoir survivre. En fin de compte son guide désigna un autre enfant comme successeur et la seule chance de survie qui lui fut offerte fut de prendre la même apparence que son guide, à savoir celle de Koemushi.
Takashi Waku (和久 隆, Waku Takashi)
Takashi Waku, ou simplement "Waku" (ワク), est le second pilote. C'est un garçon énergique joyeux et confiant, le stéréotype du personnage principal d'un shōnen. C'est un footballeur talentueux, et populaire qui a fait remporter un tournoi à l'équipe de son école. Il veut devenir joueur professionnel et ses amis pensent qu'il a le talent pour y arriver. À l'issue du combat, lui et ses compagnons se retrouvent sur l'épaule de Zearth et Jun le bouscule le précipitant dans la mer, environ 500 mètres plus bas. On apprendra par la suite qu'au moment où Jun l'a bousculé il était déjà mort, le robot ayant absorbé toute son énergie.
Masaru Kodaka (小高 勝, Kodaka Masaru)
Masaru Kodaka, ou simplement Kodama (コダマ), est le troisième pilote. C'est un garçon de faible corpulence qui croit que seuls les "forts" doivent gagner, d'après lui il n'existe que deux sortes de personnes: les perdants et les vainqueurs. Son père, qui est un modèle pour lui, appartient à la seconde catégorie. Durant son combat, contrairement à son adversaire, il ne prête aucune attention aux habitants et sera même responsable de la mort de son père. Il en sera très profondément affecté et passera alors sa colère sur l'ennemi. À peine le combat terminé, il se lèvera de son siège en proie à la confusion et tombera au sol comme pris d'un malaise, mais il sera en fait mort.
Dai'ichi Yamura (矢村 大一, Yamura Daiichi)
Dai'ichi Yamura, ou simplement Daichi (ダイチ), est le quatrième pilote. C'est un garçon qui aime sa famille. Son père les ayant abandonnés et sa mère étant morte, il élève seul son petit frère et ses sœurs. Quand il est désigné comme pilote, et par la même désigné pour mourir, il décide de les confier à son oncle, en leur disant qu'il doit s'absenter mais qu'il sera vite de retour, exactement comme son père l'avait fait.
Mako Nakarai (半井 摩子, Nakarai Mako)
Mako Nakarai, ou simplement Nakama (ナカマ), est la cinquième pilote. Sa mère est une prostituée qui vit en pensant que vendre son corps est le moyen le plus facile de se faire de l'argent. Nakama, depuis le premier combat, s'est mise à confectionner des uniformes pour elle et les autres pilotes, mais n'ayant pas assez d'argent elle décide de contacter le proxénète de sa mère dans le but qu'il lui trouve un client, qui lui permettra d'avoir l'argent nécessaire pour finir les tenues. L'homme qu'elle rencontre est en fait un vieil ami de sa mère qui refuse ses "services" et qui la raccompagne chez elle après lui avoir payé un repas. Sa mère ayant découvert son travail de couture lui donne l'argent nécessaire pour finir son ouvrage, qu'elle pourra apporter à ses camarades avant son combat.
Isao Kako (加古 功, Kako Isao)
Isao Kako, ou simplement Kako (カコ), est le sixième pilote (désigné mais ne combattra pas). C'est un garçon qui cherche à se faire aimer des autres sans y parvenir. Sa sœur le déteste et sa mère n'a pas une grande estime de lui. Il n'a pas beaucoup d'amis, à part Kirie, avec qui il va à l'école. Secrètement amoureux de Chizuru, il cherche à attirer son attention et à avoir un rendez-vous avec elle, sans réussir. Il tentera même d'abuser d'elle, mais elle sortira un couteau pour l'en dissuader. Après avoir été désigné comme pilote, il est en proie à la peur de mourir et décide de fuir, jusqu'au moment où Kirie le traite de trouillard il s'énerve, et commence à le rouer de coup, Chizuru l'arrêtera en lui plantant son couteau dans la gorge, le tuant sur le coup.
Dans la série animée, il est le quatrième pilote. Comme dans le manga, il est pris de panique et part se réfugier dans un aquarium. Chizuru, pensant savoir où il est, part à sa recherche. une fois retrouvée, celui-ci tente de la violer, et se fait repousser violemment. À ce moment, l'attaque du robot adverse provoque l'effondrement du bâtiment et Kako mourra écrasé par les débris.
Chizuru Honda (本田 千鶴, Honda Chizuru)
Chizuru Honda, ou simplement Chizu (チズ), sera la vraie sixième pilote. Amoureuse de son professeur, Hatagai, même si elle n'a que 13 ans, ce dernier semble juste lié d’amitié avec elle jusqu'au moment où il lui propose de venir chez lui. Une fois chez ce dernier elle lui déclare qu'elle l'aime et tente de le séduire. Le lendemain, il appelle Chizu et lui propose de venir avec lui chez des amis, qui s'avèrent être des gens invités par Hatagai pour abuser d'elle collectivement, chose qu'ils feront. Elle compte se servir du combat à bord de Zearth pour se venger de tous les hommes qui ont abusé d'elle ainsi que de son professeur. Elle ne pourra cependant pas le tuer car sa sœur s'interposera. À l'issue du combat juste avant de mourir, elle se demande pourquoi le bébé qu'elle porte n'est pas porté par sa sœur. Elle demandera à Koemushi de téléporter son corps ainsi que celui de son enfant dans une des nombreuses cavités du robot.
Dans la série animée, son professeur la séduit aussi, mais au lieu d'organiser un viol collectif, il publie sur internet des photos de leur relation sexuelle de la veille et tous les camarades d'école de Chizu l'apprendront.
Kunihiko Moji (門司 邦彦, Moji Kunihiko)
Kunihiko Moji, ou simplement Moji (モジ), est le septième pilote. C'est un garçon avec un grand sens de la déduction qui a deux amis avec qui il a grandi: une fille, Tsubasa, dont il est amoureux, et un garçon malade du cœur, Nagi, et qui doit bientôt mourir s'il ne reçoit pas de greffe. Il sait déjà depuis un moment que son cœur est compatible avec celui de son ami, et sa dernière volonté sera que son cœur soit transplanté à son ami.
Maki Ano (阿野 万記, Ano Maki)
Maki Ano, ou simplement Maki (マキ), est la huitième pilote. Son père est passionné de mangas et d'animés, un otaku qui a acheté un modèle réduit du robot que pilotent les enfants. Clin d'œil amusant, un des mangas de sa collection raconte une histoire semblable en tout point à l'aventure que sont en train de vivre les enfants. Sa mère est enceinte et l'accouchement commence au même moment que le combat. Maki espère pouvoir serrer le bébé dans ses bras avant de mourir. Hélas lorsque l'enfant né, le combat est déjà fini et elle meurt sur son siège en pensant à son frère.
Yōsuke Kirie (切江 洋介, Kirie Yōsuke)
Yōsuke Kirie, ou simplement Kirie (キリエ), est le neuvième pilote. Impassible, obèse et maltraité par ses amis, personne ne semble faire attention à lui. Sa cousine, une hikikomori dépressive a tenté plusieurs fois de se suicider et il ne voit aucune raison de sauver le monde. Et c'est finalement en voyant que son adversaire a les mêmes marques sur les bras que sa cousine qu'il décide de combattre.
Dans la série animée cela est très différent, sa mère sans emploi et que son mari vient de quitter tente de se suicider. En colère contre le monde entier qu'il juge coupable de l'envie de sa mère de mourir il refuse de combattre. Heureusement son adversaire décide de se suicider, ce qui fait que Kirie n'a pas eu a piloter et qu'il sera pilote pour le prochain combat. Durant la période qui le sépare du prochain match, son père revient auprès de sa mère après avoir appris ce qu'elle avait fait, et elle trouve un emploi de serveuse. Voyant que le monde a donné une deuxième chance à sa mère, il décide d'en donner aussi une au monde en prenant part au combat qui s'annonce. Il s'avère que Kirie est très bon pour piloter Zearth et il arrive à vaincre rapidement le robot ennemi. Avant de mourir il expose ses soupçons au sujet de Machi et la révèle comme sœur de Koemushi.
Takami Komoda (古茂田 孝美, Komoda Takami)
Takami Komoda, ou simplement Komo (コモ), est la dixième pilote. C'est la fille unique d'un officier de la marine. C'est par elle que l'armée découvre l'engagement des enfants dans les combats de Zearth, c'est une fille calme et passionnée de piano.
Aiko Tokosumi (往住 愛子, Tokosumi Aiko)
Aiko Tokosumi, ou simplement Anko (アンコ) est la onzième pilote. Son père, un célèbre journaliste, a découvert la relation entre sa fille et Zearth. Elle lui révèle tout au sujet du "Jeu" excepté l'issue finale à laquelle chaque pilote est condamné. Le père d'Anko reçoit l'autorisation de filmer depuis le cockpit le déroulement d'un combat. Même lorsque la situation semble fatale, Zearth ayant le blindage perforé par des aiguilles lancés par le robot ennemi, il ne stoppe pas la retransmission, ce qui provoque de la part des téléspectateurs des tas d'appels d'encouragements que M. Tokosumi transmet à sa fille pour la remotiver. Elle parvient finalement à reprendre le dessus et utilise les aiguilles de son adversaire contre lui pour remporter la victoire. À l'issue du combat elle envoie un message d'excuse pour les dégâts occasionnés par les combats de Zearth et meurs dans les bras de son père.
Kanji Yoshikawa (吉川 寛治, Yoshikawa Kanji)
Kanji Yoshikawa, ou simplement Kanji (カンジ), est le douzième pilote. C'est un camarade de classe de Jun, ainsi qu'un de ses amis. Avant que son combat commence, il dit à Jun qu'il n'aime pas le voir brutaliser Kana, et que s'il n'intervient pas c'est uniquement parce qu'elle lui a demandé de le pas le faire. Son adversaire sera un immense canon en orbite autour de la terre. À l'issue du combat il demandera à Koemushi de le téléporter à l'extérieur sur une tour, afin qu'il voit qui sera le nouveau pilote avant de mourir.
Yōko Machi (町 洋子, Machi Yōko)
Yōko Machi, ou simplement Machi (マチ) est la treizième pilote. Ses parents sont pêcheurs et elle décrit son frère ainé comme Jun. C'est elle qui a découvert la grotte de Kokopelli sur la plage et elle semblait récalcitrante à l'idée de passer le contrat, c'est d'ailleurs Wako qui l'a poussée à le faire malgré elle. Elle se sent coupable de la mort de chaque pilote car c'est elle qui les a conduit jusqu'à la grotte. On apprend par la suite qu'il s'agit de la sœur cadette de Koemushi et que comme lui, elle vient d'une terre parallèle.
Dans le manga, elle décide de devenir pilote après le combat de Kana, alors que dans la version animée elle le fait pour éviter que Kana n'ait à piloter.
Jun Ushiro (宇白 順, Ushiro Jun)
Jun Ushiro, ou simplement Ushiro (ウシロ) est le quatorzième pilote. C'est un garçon qui se met facilement en colère, il passe d'ailleurs ses nerfs sur sa jeune sœur Kana Ushiro. Avant le combat de Kanji, il lui avoue ne pas avoir signé le contrat comme les autres. Après le combat de Kana, il signe le contrat avec Machi. C'est lui qui livrera la dernière bataille (Machi étant choisie pour le combat précédent). Le match se déroule dans le monde de l'adversaire. Après un court combat, Jun détruit le cockpit de l'ennemi et découvre avec horreur que le pilote n'y est pas, qu'il s'est caché parmi la population, et qu'il n'a ni l'intention de gagner, ni de se laisser tuer, afin d'invoquer la règle des 48h qui les rendrait perdants tous les deux. Jun n'a d'autre choix après s'être préparé que d'exterminer la population jusqu'à ce qu'il trouve le pilote et le tue.
Dans la série animée, Jun passe le contrat en même temps que les autres et il est révélé qu'il est le fils de Tanaka et d'un héritier Yakuza décédé. Après le combat de Kanji, Koemushi essaie de le pousser à convaincre Kana de signer le contrat, qui d'après les règles a une chance de survie en devenant "le successeur" qui sera envoyé dans un autre monde. Cependant Jun refuse et demande à Machi de l'aider. Après la victoire de Machi, il demande à Seki de le laisser piloter Zearth, et auto-détruit le robot après sa victoire, empêchant ainsi la nomination d'un successeur. Après un combat qui dura 30 heures, il parvint donc à vaincre son adversaire et à sauver la Terre pour de bon.
Kana Ushiro (宇白 可奈, Ushiro Kana)
Kana Ushiro, ou simplement Kana (カナ), est la sœur cadette de Jun. Lorsque les enfants ont signé le contrat, qui leur était alors présenté comme un jeu, Jun refuse qu'elle en fasse partie, disant qu'elle n'avait pas à s'amuser. Il est cependant révélé plus tard que Kana a signé après la mort de Kokopelli, avant qu'ils n'apprennent les conséquences du pilotage.
Dans la série animée, il est révélé que Jun et elle sont cousins (et non pas frère et sœur). Koemushi tente en vain de lui faire signer le contrat. Finalement ce sera la seule enfant à survivre au Jeu.
Masamitsu Seki (関 政光, Seki Masamitsu)
Masamitsu Seki est un des officiers qui rejoint les enfants et qui signe le contrat de Zearth. C'est un animé, Idol Defense Force Hummingbird, qui lui a donné envie de devenir militaire. Durant la bataille de Kanji, il se sacrifie pour lui permettre de détruire le robot ennemi, libérant ainsi une autre place vide de pilote.
Dans la série animée, il trahit Koemushi et tente de l'abattre, ce dernier le téléporte a l'exception de son bras, ce qui a pour effet de le lui sectionner. Il portera par la suite une prothèse contenant des capteurs pour récolter des données sur Zearth pour la mère de Kanji. À la fin c'est le seul signataire du contrat à avoir la vie sauve.
Misumi Tanaka (田中 美純, Tanaka Misumi)
Misumi Tanaka est le second officier qui rejoint les enfants et qui devient pilote. C'est une femme intelligente, elle est mariée et a une fille de 10 ans. Avant son mariage elle s'appelait Miho Satō (佐藤 美保, Satō Miho), c'est la mère de Jun, elle l'ai laissé avec le père de Kana il y a 13 ans. Pour aider Kana dans son combat, elle persuade Koemushi de téléporter un avion de combat dans le cockpit de Zearth et s'en sert pour abattre les renforts venus avec le robot ennemi. À la fin son avion est abattu, et elle est capturée. Kana refuse d'ouvrir le feu pour ne pas la blesser, alors elle se suicide avec son arme juste après avoir annoncé à Jun qu'elle est sa mère.
Dans la série animée, Le mari de Tanaka était un Yakuza qui fut assassiné par un gang rival. Elle laisse Jun au père de Kana, qui est un de ses cousins dans l'animé. Elle rejoint l'armée dans l'espoir de devenir assez responsable pour élever son fils. Elle meurt avant de pouvoir piloter Zearth, tuée par l'assassin du père de Komo.

## Light novel
Une série de cinq light novels a été publiée au Japon entre mai 2007 et juin 2008,